# Bruce Davis
Bruce McGregor Davis (Monroe, 5 de outubro de 1942) é um homicida norte-americano, ex-integrante da Família Manson, condenado à prisão perpétua por assassinato.
Criado em Mobile, no Alabama, Davis cursou dois anos de universidade no Tennessee, abandonando os estudos para submergir na contracultura hippie dos anos 1960, no oeste do país. Trabalhando no ramo de construções, em 1967 ele largou o emprego e se juntou a um grupo hippie em viagem pelo Oregon, composto de um homem e três mulheres: Charles Manson, Mary Brunner, Lynette Fromme e Patricia Krenwinkel, criando o embrião do que viria a ser a comunidade conhecida como ‘Família Manson’. O líder do grupo, Manson, gostou de ter outro homem por perto, já que os dois tinham algumas coisas em comum: assim como Manson, Bruce era músico, tinha interesse em cientologia e era um ex-convicto.
Entre novembro de 1968 e abril de 1969, Davis morou em Londres, na Inglaterra, trabalhando na sede da organização de estudiosos da cientologia, de onde foi expulso por causa de seu uso de drogas, voltando aos Estados Unidos, onde se juntou novamente à, agora grande, ‘família’. No grupo, ele tinha a função de guardar e organizar todos os cartões de crédito e identidades falsas.
Em agosto de 1969, poucos dias após o assassinato da atriz Sharon Tate e mais seis pessoas por membros da comunidade, Davis participou, junto com Manson, Steve Grogan e Charles “Tex” Watson, do assassinato de Donald ‘Shorty’ Shea, capataz de Spahn Ranch, o rancho onde a ‘família’ vivia, nos subúrbios de Los Angeles. Após esta morte, ele e os demais integrantes da comunidade abandonaram Spahn Ranch e se mudaram para outro rancho abandonado na proximidade do Vale da Morte, Barker Ranch, onde foi preso em 12 de outubro durante batida policial à procura de ladrões de automóveis. Devido à falta de provas, Bruce e os demais foram libertados.
Em abril de 1970, durante o julgamento de Bobby Beausoleil e Susan Atkins, outros integrantes do grupo, pela morte do músico Gary Hinman, Davis foi implicado no caso por Mary Brunner, mãe de um filho de Manson e testemunha ocular do crime, fugindo para se esconder das autoridades. Preso em dezembro daquele ano, ele foi condenado nos dois crimes e condenado à prisão perpétua.
Em seus mais de 40 anos na prisão, ele se tornou um cristão-novo e ajudou a falecida Susan Atkins, uma das assassinas de Sharon Tate, então também cumprindo prisão perpétua, a se converter à religião através de correspondência. Encontra-se preso em San Luis Obispo, na Califórnia. Em janeiro de 2010,  ele teve direito à liberdade condicional concedida pela banca examinadora de sua apelação judicial, mas o benefício foi negado pelo governador da Califórnia Arnold Schwarzenegger. Em junho de 2012, novamente teve direito a liberdade condicional concedida pela banca examinadora, mas o benefício foi negado desta vez pelo governador Jerry Brown e continua preso.